# シ゜
シ゚（シ゚、「し゚、し̊」読みは ツィ「tsi」）は、片仮名のひとつである「シ」の右肩に圏点「゜」を付けた文字。Unicodeにおいては、単体では表示されていないものの、連結用半濁点との合字「U+30B7 U+309A（シ＋゜）」で表現できる。